# فيلوثاؤس (بابا الإسكندرية)
فيلوثاؤس الأول، بابا الإسكندرية وبطريرك الكرازة المرقسية للأقباط الأرثوذكس رقم 63. وأقام بطريركاً 24 سنة وسبعة أشهر و10 أيام، في الفترة من 28 مارس 979 م حتى 8 نوفمبر 1003 م، وتوفي. وخلا الكرسي بعده شهران و8 أيام.